# 도평초등학교 (경기)
도평초등학교는 대한민국 경기도 포천시 이동면 도평리에 있는 공립 초등학교이다.

## 학교 연혁
- 1957년 4월 7일 이동초등학교 도평분교장으로 설립인가
- 1957년 4월 30일 개교 1학급 편성
- 1964년 3월 2일 도평국민학교로 승격
- 1964년 7월 23일 초대 김근배 교장 부임
- 1965년 2월 12일 제1회 졸업식 거행(남 17명, 여18명 계 35명)
- 1969년 3월 1일 10학급 인가
- 1974년 3월 1일 6학급 인가
- 1982년 3월 1일 병설유치원 개원 1학급
- 1992년 12월 10일 유치원 교실 1실 및 사택 1동 증축
- 1995년 3월 1일 급식학교지정(공동조리교)
- 2001년 12월 15일 사택 1동 신축
- 2002년 3월 1일 경기도 교육청 지정 자연체험학습장 운영학교
- 2005년 8월 30일 과학실,도서실 현대화 사업
- 2006년 8월 30일 도서실 리모델링, 체육공원 조성
- 2007년 8월 30일 보건실 리모델링
- 2007년 12월 30일 교사 주변 배수로 조성
- 2008년 1월 30일 방과후 보육교실 리모델링
- 2009년 10월 19일 급식실 배수로 공사 및 물레방아 교체
- 2014년 2월 14일 제50회 졸업식 거행
- 2022년 3월 1일 제24대 최태자 교장 부임
- 2022년 3월 1일 초등 6학급, 유치원 1학급 편성

## 참고 자료
- 도평초등학교 - 한국교육학술정보원 학교알리미